# カール・ミクリ
カロル・ミクリ（Carol Miculi, 1821年10月22日、オーストリア領ブコヴィナ・チェルニョフツェ - 1897年5月21日、ルヴフ）は、ブコヴィナ出身のポーランドのピアニスト・指揮者・作曲家・音楽教師。ポーランド語ではカロル・ミクリ（Karol Mikuli）だがドイツ語風のカール・ミクリ（Carl Mikuli）の名で知られている。ポーランド人のほかに、彼の生地に多く住むルーマニア人、アルメニア人の血も引く。
ショパンの弟子で、後にその助手を務めた。こんにちでは演奏家としての活動よりも、「ミクリ版」と呼ばれるショパンの校訂譜（1879年、米国では1895年）の作成者として有名である。著名な門人にモーリツ・ローゼンタールとラウル・コチャルスキがおり、孫弟子にワンダ・ランドフスカやミェチスワフ・ホルショフスキ、ステファン・アスケナーゼがいる。
ミクリ版の楽譜は、1に示したように、ドーヴァー・パブリケイションズから復刻されている。ミクリの目標は、序文において述べているように、作曲者自身が書いたか、もしくは修正した資料を用いて、信頼できる版を作ることにあった。ミクリは、ショパンがレッスンの際に述べた発言を詳しくまとめ、権威ある音楽家たちにショパンの演奏がどのように映っていたかをインタビューしている。

## 関連書籍
- Chopin, Frédéric. Mikuli, Carl (Editor). Complete Ballades, Impromptus and Sonatas, Dover Publications (September 1, 1981), ISBN 0486241645

## 関連事項・参照サイト
- ショパン以外の作曲家とショパンの装飾音の扱い方を比較 - ウェイバックマシン（2003年6月13日アーカイブ分）